# Urbanówko
Urbanówko – mały przysiółek w Polsce położona w województwie wielkopolskim, w powiecie międzychodzkim, w gminie Kwilcz. Osada wchodzi w skład sołectwa Mechnacz.
W okresie Wielkiego Księstwa Poznańskiego (1815-1848) miejscowość wzmiankowana jako Urbanowo Olendry należała do wsi mniejszych w ówczesnym pruskim powiecie Międzyrzecz w rejencji poznańskiej. Urbanowo Olendry należało do okręgu kwileckiego tego powiatu i stanowiło część majątku Rozbitek, którego właścicielem był wówczas Otto Reich. Według spisu urzędowego z 1837 roku wieś liczyła 59 mieszkańców, którzy zamieszkiwali 8 dymów (domostw).
W latach 1975–1998 miejscowość należała administracyjnie do województwa poznańskiego.